# Avgust Pavel
Avgust Pavel, madžarsko Pável Ágoston, slovenski pesnik, etnolog, jezikoslovec in  učitelj na Madžarskem, * 28. avgust 1886, Cankova; † 2. januar 1946, Sombotel.

## Življenjepis
Avgust Pavel se je rodil v Prekmurju, na Cankovi, v takrat še Železni županiji staršema Ivanu Pavlu in Elizabeti Obal. Najprej je hodil na gimnazijo Mihálya Vörösmartyja v Monoštru, potem pa na Premontrejsko gimnazijo v Sombotelu (Szombathely). V Budimpešti je študiral madžarščino, latinščino in slavistiko. Že kot študent je začel pisati pesmi v prekmurskem narečju in madžarščini ter prevajati in pisati znanstvene članke.
Leta 1913 je doktoriral, zatem je učil v vasi Torda (Erdeljsko) in v mestu Dombóvár. Njegov učenec je bil Albert von Szent-Györgyi de Nagyrápolt, madžarski znanstvenik, ki je leta 1937 dobil Nobelovo nagrado za fiziologijo ali medicino za obrazložitev, kako telo meri krvni tlak in vsebnost kisika v krvi ter podatke prenaša v možgane.
Od leta 1920 je živel v Sombotelu. Tu je poučeval na gimnaziji, istočasno je uredil in vodil knjižnico muzeja, bil je tudi ravnatelj tega muzeja. Ustanovil in urejeval je domoznansko revijo Vasi Szemle (Železni Obzornik/Revija), pozneje Dunántúli Szemle (Prekdonavska Revija/Obzornik).
Po njem je poimenovan edini slovenski muzej na Madžarskem, etnološki in lokalno zgodovinski Muzej Avgusta Pavla v Monoštru.

## Delo
Avgust Pavel je znan predvsem kot znanstvenik, in je poleg Jožefa Košiča največji slovenski književnik in znanstvenik na Madžarskem. Napisal je knjigo o glasoslovju cankovskega narečja (A vashidegkúti szlovén nyelvjárás hangtana, Budapest 1909) in več etnoloških razprav. O odprtih ognjiščih v kuhinjah porabskih Slovencev je pisal v madžarščini s porabskimi izrazi o notranjščini hiš, za orodje in posodje. V razpravi o lovu na brinovke pri Porabcih opisuje pripravo za lov in njegov potek tudi v porabskem narečju.
Avgust Pavel je napisal več razprav o Kralju Matjažu v slovenskem ljudskem izročilu in o kulturnih stikih med Slovenci in Madžari. Prevedel je več slovenskih pesmi in črtic v madžarščino, med drugim Cankarjeve povesti in romane, kot sta Hlapec Jernej in njegova pravica in Na klancu.
Poleg znansvenoraziskovalnega dela je Avgust Pavel pisal tudi pesmi. Izdal je dve pesniški zbirki v madžarščini. Pesmi je pisal tudi v prekmurskem narečju, in jih je objavil v Marijinem listu (1907), Kalendarju (1907) in Novinah (1915-1917). Pavlove slovenske pesmi spadajo med najboljšo prekmursko narečno liriko.